# Commerce des indulgences
 (avril 2017).
Si vous disposez d'ouvrages ou d'articles de référence ou si vous connaissez des sites web de qualité traitant du thème abordé ici, merci de compléter l'article en donnant les références utiles à sa vérifiabilité et en les liant à la section « Notes et références ».
Le commerce des indulgences vient de la possibilité dans l'Église catholique romaine d'acheter des indulgences (du latin indulgere, « accorder »), c'est-à-dire la rémission totale ou partielle devant Dieu de la peine temporelle parfois nommée pénitence encourue en raison d'un péché déjà pardonné, concrètement par le sacrement de réconciliation. Cette pratique, qui remonte au IIIe siècle, reçoit une définition juridique dans les décrétales pontificales au XIIe siècle. L'indulgence obtenue en contrepartie d'un acte de piété (pèlerinage, prière, mortification, don), notamment dans le but de raccourcir le passage par le purgatoire d'un défunt, s'est transformée au cours du temps en un commerce lucratif.

## Origine
L'affaire du commerce des indulgences fut le déclencheur de la Réforme protestante, à une époque où le développement de l'imprimerie permettait une lecture directe de la Bible, dans les langues vernaculaires, ce qui ouvrit la voie à une critique des croyances catholiques et des pratiques de ses prêtres.
Le commerce des indulgences pratiqué par l'antipape Jean XXIII a été dénoncé par Jan Hus (1369-1415). Il s'est développé à la fin du XVe siècle dans une société encore fortement chrétienne, alors que la Renaissance apparaît progressivement. Les bandes de mercenaires (Guerres d'Italie) massacrent les plus faibles avant d'acheter leur entrée au paradis (en essayant d'éviter un passage par le purgatoire pour expier leurs fautes). C'est le mérite par les œuvres de l'Église, qu'ils financent. Les protestants l'appellent « commerce des indulgences » et y voient un cercle vicieux violence-pardon.
Le moine Martin Luther rédige contre les indulgences ses 95 thèses qu'il afficherait selon une légende le 31 octobre 1517 sur la porte de l'église de Wittemberg. Le texte s’en prend ouvertement au « commerce des indulgences » et affirme avec force que les humains sont sauvés non par des dons en argent ou des messes dites en leur nom, mais par la seule grâce de Dieu, dont personne ne connaît les choix. Luther affirme ainsi sa foi en la prédestination, volonté divine secrète qu'il oppose à la prétention des prêtres à pouvoir monnayer l'accès au Paradis en désignant qui peut y entrer.
Des millions de messes sont dites chaque année par les prêtres, contre rétribution, pour des particuliers. Seuls les plus riches peuvent se payer l'espoir d'accéder directement au Paradis quoi qu'il arrive. Certains prêtres vivent dans le luxe, revendent à d'autres leur droit à dire des messes, et ne mettent même plus les pieds dans leurs paroisses.
La plus célèbre des indulgences est celle accordée à quiconque aidera à la construction de la nouvelle basilique Saint-Pierre de Rome. Le pape Léon X (1513-1521), manquant de fonds pour les travaux, eut l'idée de revendre ces indulgences à Albert de Brandebourg, titulaire à 24 ans de deux ou trois évêchés, selon les sources, et qui souhaitait devenir archevêque de Mayence. Pour acheter « en gros » ces indulgences, Albert emprunta en 1515 la somme de 24 000 ducats à Jacob Fugger, banquier à Augsbourg et financier de l'empereur Charles Quint. Pour s'acquitter de sa dette, Albert revend des indulgences aux fidèles, avec l'accord du Pape, qui prélevait une commission de 50 %.
Le prêtre dominicain Johann Tetzel fut chargé de la prédication. On lui attribue alors le slogan : « Aussitôt que l'argent tinte dans la caisse, l'âme s'envole du Purgatoire ». Il souhaita officier à Wittemberg mais se vit opposer un refus par le duc Frédéric, qui craignait la concurrence car il proposait lui-même à ses sujets, contre rétribution, 17 443 reliques à vénérer.
À la même époque en Suisse, le Pape afferma le « commerce des indulgences » à un moine franciscain, Bernardin Samson. Par ce trafic, beaucoup d'argent sortit de Suisse, ce qui déplut aux autorités civiles. Cet épisode est à l'origine du bon accueil des Suisses à la colère de Luther contre les indulgences, d'autant que le protestant suisse Zwingli a lui aussi dénoncé le « commerce des indulgences ». Dès 1524, seulement sept ans après les 95 thèses de Luther, Zurich était la première ville prise par la Réforme.
Comme Zwingli, Martin Luther attaque le principe même des indulgences dans ses 95 thèses, dénonçant à la fois les indulgences pour les âmes du Purgatoire (thèses 8–29) et celles en faveur des vivants (thèses 30–68). Selon lui, l'Église profite de la peur de l'Enfer. Il dénonce « ceux qui disent qu'aussitôt tintera l'argent jeté dans la caisse, aussitôt l'âme s’envolera du Purgatoire » (thèse 27). Les protestants soutiennent que le Purgatoire n'est mentionné nulle part dans la Bible. En la traduisant, Luther devient le « principal artisan de la Réforme, mais aussi de la langue allemande » écrite.
Selon lui, l'indulgence détourne les pécheurs de leur véritable devoir, la charité et la pénitence. La « querelle des Indulgences » est l'une des causes principales du schisme du XVIe siècle entre catholiques et protestants.
Plus de deux cents ans plus tard, au siècle des Lumières, Voltaire revient sur le « commerce des indulgences » pour consacrer l'article « Expiation » des Questions sur l'Encyclopédie (1770-1772) à l'histoire et à la critique de la pratique des indulgences, en accusant le pape Jean XXII qui, selon lui, « faisait argent de tout ».

## Réforme de Vatican II
La pratique des indulgences a été réformée par le concile œcuménique Vatican II. Dans la Constitution apostolique Indulgentiarum doctrina (1er janvier 1967), le pape Paul VI a reconnu que « des abus se sont introduits dans la pratique des indulgences, soit parce que « par des indulgences immodérées et superflues » on dépréciait les clefs de l'Église et on affaiblissait la satisfaction pénitentielle, soit parce que le nom des indulgences était blasphémé à cause de « profits condamnables » » ; Paul VI a également modifié les conditions d'attribution des indulgences partielles et plénières.